# Fatima al-Fihriyya
Fāṭima al-Fihriyya (in arabo فاطمة الفهرية‎?; al-Qayrawan, 800 circa – Fès, 880) conosciuta anche come Umm al-banīn (in arabo ﺍﻢ ﺍﻟﺒﻨﻦ‎?, "Madre dei figli"), è stata una donna musulmana, considerata la fondatrice della moschea di al-Qarawiyyin nell'859. Nei secoli successivi si sviluppò una madrasa associata alla moschea, considerata la più antica istituzione di istruzione superiore. Nel 1963 la madrasa divenne l'Università al-Qarawiyyin di Fès, in Marocco..
Poiché la sua storia venne descritta per la prima volta molti secoli dopo, data la mancanza di informazioni concrete, la sua esistenza è stata messa in dubbio da alcuni storici moderni.

## Biografia

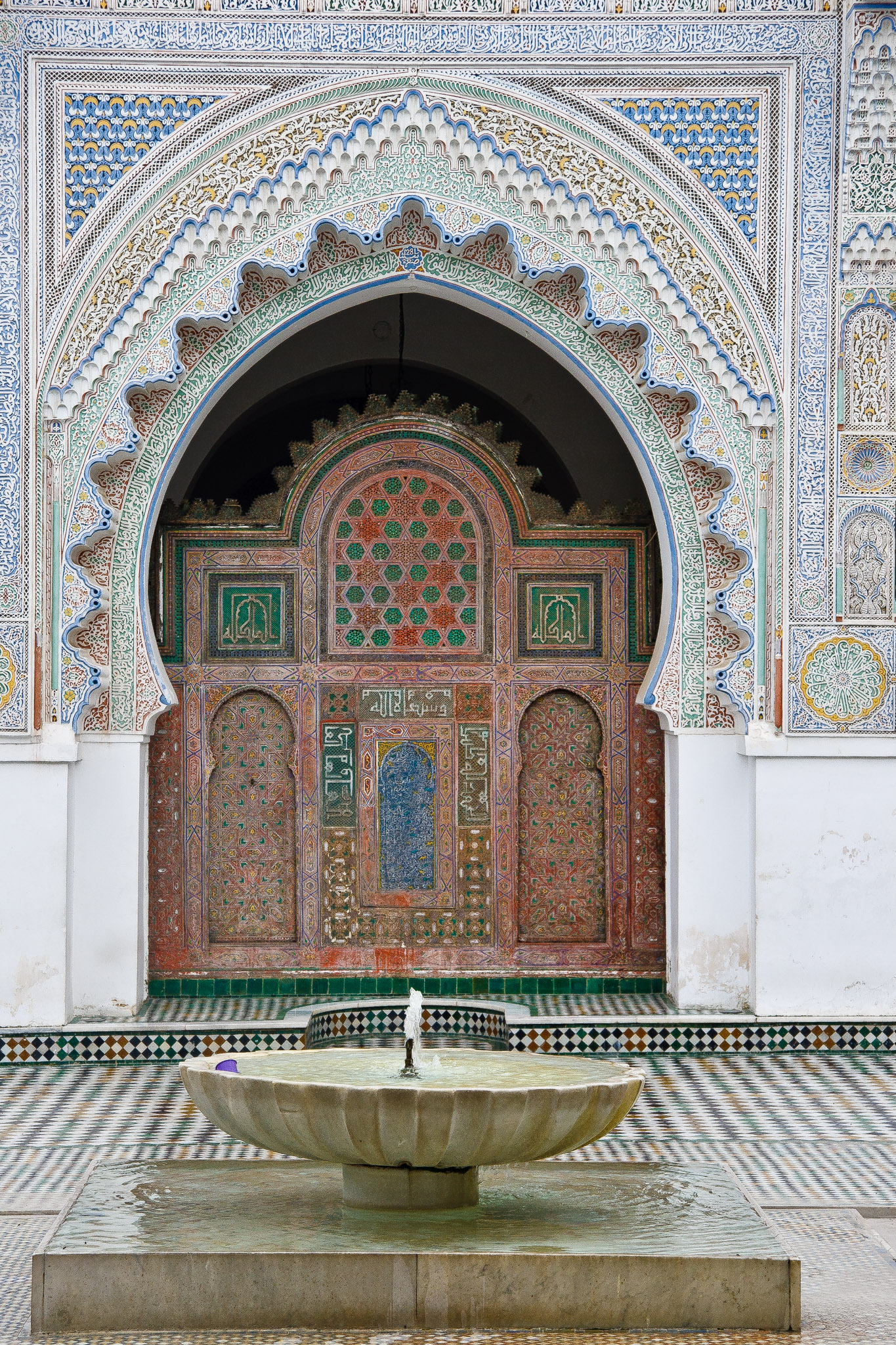
Cortile interno dell'Università al-Qarawiyyīn

La sua storia è raccontata da Ibn Abi Zarʿ. Nacque intorno all'anno 800 d.C. ad al-Qayrawan, nell'odierna Tunisia, da un mercante benestante di nome Muḥammad, di origini arabe coreiscite, del clan dei B. Fihr della Mecca, da cui le derivò la nisba che segue il suo nome di "Fāṭima bint Muḥammad al-Fihriyya al-Qurashiyya", o. più brevemente, "Fāṭima al-Fihriyya".
Migrò all'inizio del IX secolo con la sua famiglia da al-Qayrawān (in Ifrīqiya) alla volta di Fès, nel Maghreb al-Aqsa: città fondata dall'eponimo della dinastia Idriside, anch'egli di origini meccane e coreiscite. Durante la sua infanzia studiò Fiqh (giurisprudenza islamica) e Ḥadīth (tradizioni relative al Profeta Muhammad). Fāṭima e sua sorella Maryam, grazie alla ricca eredità del padre, fondarono a Fès diverse moschee; Fatima fondò quella di al-Qarawiyyīn, perché per la sua costruzione furono impiegate maestranze della sua città natale. La sorella fondò la moschea al-Andalusiyyin. Questo faceva parte di un'ampia tradizione di donne finanziatrici di edifici socialmente utili. Nei secoli successivi, la mosche di al-Qarawiyyīn sviluppò una Madrasa, che divenne tra le più importanti del mondo islamico. Nel 1963 divenne l'Università al-Qarawiyyin. Oggi la madrasa al-Qarawiyyīn è un'università di studi religiosi - considerata la più importante dopo la cairota Università-moschea di al-Azhar - che comprende anche una moschea che è tra le più grandi dell'Africa.
La sua storia venne descritta per la prima volta molti secoli dopo da Ibn Abi Zarʿ, che molti storici considerano una fonte inattendibile. Inoltre, la simmetria della storia di due sorelle che fondano le due moschee più importanti di Fès allo stesso tempo è stata interpretata come troppo dubbiosa, ed è vista come metaforica o leggendaria. Per questi fatti, uniti alla mancanza di informazioni concrete, la sua esistenza è stata messa in dubbio da alcuni studiosi.